# Huang Daxian
Huang Daxian of Wong Tai Sin (黃大仙 in traditionele Chinese karakters)(spreek uit als [Wôong Taai Sien]) is een taoïstische god. De naam betekent letterlijk de 'Grote Onsterfelijke Wong (Huang)'. Wong Tai Sin wordt geacht de goddelijke gedaante te zijn van het historische individu 'Wong Cho Ping' (黃初平).

## Legende
Volgens de Zelfbeschrijving van Chisongzi (de Meester van de Rode Pijnboom) (赤松子自述), die wordt bewaard in de Wong Tai Sintempel in Hongkong, werd Wong Tai Sin geboren onder de naam Wong Cho Ping (黄初平, Huang Chuping in Mandarijn Chinees) in 338 in het huidige Lanxi, Jinhua, provincie Zhejiang in China.
Wong Cho Ping zou honger en armoede meegemaakt hebben tijdens zijn kindertijd en op zijn achtste een herdersjongen geworden zijn. Hij begon met het beoefenen van taoïsme op vijftienjarige leeftijd na een ontmoeting met een zogenaamd 'onsterfelijke' of heilige persoon op de Rode Pijnboomberg in zijn woonplaats. Volgens de overlevering was hij veertig jaar later in staat om stenen in schapen te veranderen. Hij is ook bekend als de de Meester van de Rode Pijnboom (赤松仙子), genoemd naar de berg waar hij als kluizenaar leefde. Zijn verjaardag wordt jaarlijks op de 23e van de 8e maand van de maankalender gevierd.

## Verering
Wong Tai Sin is zeer populair in Hongkong. Leung Renyan (梁仁庵)(Liang Renan in Mandarijn Chinees) speelde een belangrijke rol in de verspreiding van de Wong Tai Sin-verering in het begin van de 20e eeuw. Leung verhuisde in 1915 van Qiaoshan (樵 山), in de provincie Guangxi in het zuiden van China naar het district Wan Chai van Hongkong. Hij zette een altaar voor Wong Tai Sin op in zijn appartement in Wan Chai. Later opende hij een Chinese medicijnwinkel in de buurt en verplaatste het altaar naar de achterkant van de winkel. Klanten kwamen naar zijn winkel om te bidden voor het altaar van Wong Tai Sin en advies in te winnen met betrekking tot hun kwalen. Leung gaf hun dan ook hun voorgeschreven medicijnen.
In 1918 werd Leungs winkel door brand verwoest. In 1921 beweerde Leung dat hij een boodschap van Wong Tai Sin had ontvangen. In het bericht zou de godheid Leung geïnstrueerd hebben een nieuwe tempel voor hem op te richten op een plek op 3.600 passen van een pier. Leung vond al snel de plek aan de voet van de Lion Rockberg, bij het dorp Chuk Yuen aangezien dat de aangegeven afstand was vanaf de pier van Kowloon City.
Leung beweerde dat de godheid hem berichten bleef dicteren wat betreft de oriëntatie en de afmetingen van de tempel. Wong Tai Sin zou ook gevraagd hebben dat Leung het heiligdom "Puyi Tan" (普宜檀) zou noemen en het tempelcomplex "Sik Sik Yuen" (啬色园). Aanvankelijk was de tempel enkel toegankelijk voor Pu Yi Tan-taoïsten en familie van meneer Leung maar dit veranderde in 1934 toen de tempel werd opengesteld door de regering tijdens het Chinees nieuwjaar.
Buiten Hongkong staan er in Kanton, Lanxi, New York, Los Angeles en San Francisco ook Huang Daxiantempels.

## Tradities
Volgens gelovigen heeft hij de kracht om mensen van ziekten te genezen. Hij wordt ook aanbeden om de toekomst te voorspellen, en een goede gezondheid en welvaart te verkrijgen. In Hongkong staat zijn tempel, de Wong Tai Sintempel. Deze trekt veel toeristen en gelovigen die hun toekomst willen weten door middel van qiuqian. Gelovigen zeggen dat Huang Daxian zeer nauwkeurige voorspellingen kan geven met qiuqian. De tempel van hem in Hongkong is een toeristische trekpleister. Tijdens Chinees nieuwjaar gaan er veel mensen naar deze tempel om een voorspelling te vragen en te bidden voor een goed nieuw jaar.

## Tempels van Huang Daxian
- Huang Daxiantempel van Lanxi
- Wong Tai Sintempel van Hongkong
- Wong Tai Sin Temple Service in San Francisco
- Huang Da Xian Taoist Temple in Chinatown (New York)
- Wong Tai-Sen Taoism Center in Monterey Park[1][2]